# Xanthorhoe episema
Xanthorhoe episema là một loài bướm đêm trong họ Geometridae.